# Collix oblitera
Collix oblitera là một loài bướm đêm trong họ Geometridae.